# Christoph Zimmermann
Christoph Zimmermann, född 12 januari 1993 i Düsseldorf, är en tysk fotbollsspelare som spelar för Darmstadt 98.

## Karriär
Den 15 juni 2017 värvades Zimmermann av Norwich City, där han skrev på ett tvåårskontrakt. Zimmermann debuterade den 5 augusti 2017 i en 1–1-match mot Fulham.
Den 20 juli 2022 värvades Zimmermann av tyska Darmstadt 98, där han skrev på ett treårskontrakt.